# Melanie Woering
Melanie Woering (Assen, 18 januari 1992) is een Nederlands voormalig wielrenster.
In 2009 nam Woering deel aan de regionale tijdritcompetitie van Zuid-Holland, waar ze als derde eindigde.
Melanie Woering is de tweelingzus van Henriette Woering, waarmee ze samen in het Deense Team Rytger reed.